# Copa CONMEBOL de 1999
A Copa CONMEBOL de 1999 foi a oitava e última edição deste torneio internacional de futebol interclubes organizado pela Confederacão Sul-Americana de Futebol.
O campeão foi o Talleres (Argentina), que na final venceu a equipe do CSA (Brasil).

## Participantes
| Argentina               | Argentina   | Argentina |
| Clube                   | Cidade      | Classificação |
| ----------------------- | ----------- | --- |
| Rosario Central         | Rosario     | Quinto colocado na tabela acumulada do Campeonato Argentino de 1998/99                                                            |
| Talleres                | Córdoba     | Décimo-Sexto colocado na tabela acumulada do Campeonato Argentino de 1998/99                                                      |
| Bolívia                 |             | |
| Clube                   | Cidade      | Classificação |
| Independiente Petrolero | Sucre       | Quarto Colocado do Campeonato Boliviano de 1998, ocupou a vaga do The Strongest, que desistiu devido a disputa da Copa Merconorte |
| Brasil                  |             | |
| Clube                   | Cidade      | Classificação |
| CSA                     | Maceió      | Quarto colocado da Copa do Nordeste de 1999                                                                                       |
| Paraná                  | Curitiba    | Vice-campeão da Copa Sul de 1999                                                                                                  |
| São Raimundo            | Manaus      | Campeão da Copa Norte de 1999 |
| Vila Nova               | Goiânia     | Vice-campeão da Copa Centro-Oeste de 1999                                                                                         |
| Chile                   |             | |
| Clube                   | Cidade      | Classificação |
| Deportes Concepción     | Concepción  | Sexto colocado do primeiro turno do Campeonato Chileno de 1999                                                                    |
| Colômbia                |             | |
| Clube                   | Cidade      | Classificação |
| Atlético Huila          | Neiva       | 9º Colocado do campeonato Campeonato Colombiano de 1998                                                                           |
| Deportes Quindío        | Armenia     | Ocupou a vaga do Atlético Nacional, que desistiu devido a disputa da Copa Merconorte                                              |
| Equador                 |             | |
| Clube                   | Cidade      | Classificação |
| Deportivo Cuenca        | Cuenca      | Eliminado na fase nacional da Copa Conmebol de 1999 pelo El Nacional, que desistiu devido a disputa da Copa Merconorte            |
| Paraguai                |             | |
| Clube                   | Cidade      | Classificação |
| San Lorenzo             | San Lorenzo | Sexto colocado da primeira fase do Torneio Apertura do Campeonato Paraguaio de 1999                                               |
| Peru                    |             | |
| Clube                   | Cidade      | Classificação |
| Sport Boys              | El Callao   | Melhor Colocado na tabela acumulada do Campeonato Peruano de 1998                                                                 |
| Venezuela               |             | |
| Clube                   | Cidade      | Classificação |
| Estudiantes de Mérida   | Mérida      | Melhor Colocado na tabela acumulada do Campeonato Venezuelano de 1997/98                                                          |

## Tabela

### Primeira fase
Jogos de ida
| 12 de outubro de 1999 | Rosario Central                 | 2 – 2     | Deportes Concepción           | Gigante de Arroyito, Rosario (Argentina)                        |
| 21:00 h (UTC-3)       | Torres 85' (GC) · Pizzi 90' (P) | Relatório | Guajardo 80' · Torres 89' (P) | Árbitro: Ricardo Grance Auxiliares: Nelson Cano e Rodolfo Otero |

| 13 de outubro de 1999 | Atlético Huila | 1 – 2     | São Raimundo                 | Guillermo Plazas Alcid, Neiva (Colômbia)                                        |
| 17:00 h (UTC-5)       | Asprilla 64'   | Relatório | Neto 12' · Marcelo Araxá 92' | Público: ≈20,000 Árbitro: José Arana Auxiliares: Víctor Arambulo e Oswaldo Díaz |

| 13 de outubro de 1999 | Independiente Petrolero                                     | 4 – 1     | Talleres      | Olímpico Patria, Sucre (Bolívia)                                   |
| 17:00 h (UTC-4)       | Blanco 15' · Villegas 21' (P) · Goyoaga 38' · Gutiérrez 64' | Relatório | Marzo 71' (P) | Árbitro: Braulio Arenas Auxiliares: Luis Montecino e Esteban Perca |

| 13 de outubro de 1999 | Estudiantes de Mérida     | 2 – 0     | Deportes Quindío | Guillermo Soto Rosa, Mérida (Venezuela)                        |
| 20:00 h (UTC-4:30)    | Morán 58' · Fernández 89' | Relatório |                  | Árbitro: Segundo Díaz Auxiliares: Félix Badaraco e José García |

| 13 de outubro de 1999 | Deportivo Cuenca          | 2 – 2     | Sport Boys              | Alejandro Serrano Aguilar, Cuenca (Equador)                        |
| 20:00 h (UTC-5)       | Carlisi 24' · Vernaza 54' | Relatório | Becerra 18' · Vegas 92' | Árbitro: Henry Cervantes Auxiliares: Jesús Orozco e Ángel Zambrano |

| 13 de outubro de 1999 | Paraná      | 1 – 0     | San Lorenzo | Durival de Britto, Curitiba (PR)                                            |
| 20:30 h (UTC-3)       | Juliano 85' | Relatório |             | Árbitro: Olivier Viera Auxiliares: Jorge Galatti e Aristeu Leonardo Tavares |

| 19 de outubro de 1999 | CSA                        | 2 – 0     | Vila Nova | Rei Pelé, Maceió (AL)                                                                           |
| 20:30 h (UTC-3)       | Missinho 43' · Mazinho 88' | Relatório |           | Árbitro: Wilson Souza de Mendonça Auxiliares: Milton Otaviano dos Santos e José Ribamar Melônio |

Jogos de volta
| 19 de outubro de 1999 | Sport Boys | 0(4) – 0(3) | Deportivo Cuenca | Miguel Grau, El Callao (Peru)                              |
| 15:30 h (UTC-5)       |            | Relatório   |                  | Árbitro: José Roa Auxiliares: José Quintero e Jorge Jaimes |

|                                               |     | Penalidades                                    |  |
| Pinillos: Vegas: Becerra: Ibarra: Calcaterra: | 4–3 | Carlisi: Gutiérrez: Carreras: Alegre: Arévalo: |  |

| 19 de outubro de 1999 | Deportes Quindío | 2(3) – 0(5) | Estudiantes de Mérida | Centenario, Armenia (Colômbia)                                  |
| 20:00 h (UTC-5)       | Lara 47' 49'     | Relatório   |                       | Árbitro: Ángel Ziani Auxiliares: César Ramírez e Eduardo Botero |

|                                     |     | Penalidades                                    |  |
| Lara: García: Arango: Del Castillo: | 3–5 | Brignani: Villafranz: Cardarelli: Morán: Vera: |  |

| 19 de outubro de 1999 | San Lorenzo                  | 2(1) – 1(3) | Paraná          | Tres de Febrero, Ciudad del Este (Paraguai)                         |
| 20:30 h (UTC-4)       | Fleitas 78' (P) · Avalos 85' | Relatório   | Evandro 63' (P) | Árbitro: Claudio Martín Auxiliares: Oscar Olagüe e Cecilio Bejarano |

|                                    |     | Penalidades                         |  |
| Fleitas: Paniagua: Fretez: Cabral: | 1–3 | Flávio: Evandro: Emerson: Patrício: |  |

| 20 de outubro de 1999 | Deportes Concepción         | 2 – 1     | Rosario Central        | Municipal, Concepción (Chile)                                                      |
| 21:00 h (UTC-4)       | Bautista 58' · Guajardo 82' | Relatório | Moreno y Fabianesi 83' | Público: ≈9,000 Árbitro: Carlos Torres Auxiliares: William Weiler e Cristian Julio |

| 20 de outubro de 1999 | Talleres                          | 3(5) – 0(4) | Independiente Petrolero | Chateau Carreras, Córdoba (Argentina)                                  |
| 21:30 h (UTC-3)       | Silva 13' · Marzo 37' · Oliva 83' | Relatório   |                         | Árbitro: Pablo Pozo Auxiliares: Eduardo Santander e Alberto Barrientos |

|                                      |     | Penalidades                                     |  |
| Lillo: Gigena: Pino: Oliva: Maidana: | 5–4 | Villegas: Fernández: Suárez: Ferreira: Illanes: |  |

| 21 de outubro de 1999 | São Raimundo                    | 2 – 1     | Atlético Huila | Vivaldão, Manaus (AM)                                                                       |
| 20:30 h (UTC-4)       | Marcelo Araxá 44' · Zedivan 85' | Relatório | Ararat 19'     | Público: ≈34,000 Árbitro: Carlos Amarilla Auxiliares: Manuel Bernal e Arnaldo Menezes Pinto |

| 26 de outubro de 1999 | Vila Nova                          | 2(3) – 0(4) | CSA | Serra Dourada, Goiânia (GO)                                                                                                |
| 21:00 h (UTC-3)       | Juninho 45' · Reinaldo Aleluia 48' | Relatório   |     | Público: 3,219 Árbitro: Francisco Dacildo Mourão Albuquerque Auxiliares: Arnaldo Menezes Pinto e Eduardo Cyreno de Meneses |

|                                                           |     | Penalidades                                            |  |
| Reinaldo Aleluia: Tim: Luciano: Luiz Cláudio: Kal Baiano: | 3–4 | Missinho: Léo: Márcio Pereira: Fábio Magrão: Williams: |  |

### Quartas-de-final
Jogos de ida
| 3 de novembro de 1999 | Sport Boys     | 1 – 1     | São Raimundo | Miguel Grau, El Callao (Peru)                                                |
| 15:30 h (UTC-5)       | Calcaterra 37' | Relatório | Ademir 35'   | Público: ≈4,900 Árbitro: René Ortubé Auxiliares: Esteban Perca e Yuri Pineda |

| 3 de novembro de 1999 | Estudiantes de Mérida | 0 – 0     | CSA | Guillermo Soto Rosa, Mérida (Venezuela)                        |
| 20:00 h (UTC-4:30)    |                       | Relatório |     | Árbitro: Felipe Russi Auxiliares: Luis Agudelo e Edison Ibarra |

| 3 de novembro de 1999 | Talleres  | 1 – 0     | Paraná | Chateau Carreras, Córdoba (Argentina)                          |
| 21:30 h (UTC-3)       | Silva 33' | Relatório |        | Árbitro: Saúl Feldman Auxiliares: Marcelo Costa e Oscar Olagüe |

Jogos de volta
| 9 de novembro de 1999 | São Raimundo                                               | 4 – 0     | Sport Boys | Vivaldão, Manaus (AM)                                                                             |
| 20:30 h (UTC-4)       | Marcelo Araxá 47' · Alberto 75' · Niltinho 81' · Guará 87' | Relatório |            | Público: ≈48,000 Árbitro: Juan Carlos Paniagua Auxiliares: Arol Valda e Eduardo Cyreno de Meneses |

| 9 de novembro de 1999 | Paraná       | 1(1) – 0(3) | Talleres | Durival de Britto, Curitiba (PR)                                     |
| 20:45 h (UTC-3)       | Deivison 73' | Relatório   |          | Árbitro: Daniel Bello Auxiliares: Walter Rial e Valter José dos Reis |

|                                      |     | Penalidades               |  |
| Patrício: Flávio: César: André Dias: | 1–3 | Lillo: Díaz: Pino: Oliva: |  |

| 9 de novembro de 1999 | CSA                                  | 3 – 1     | Estudiantes de Mérida | Rei Pelé, Maceió (AL)                                                            |
| 21:00 h (UTC-3)       | Mimi 4' (P) · Márcio Pereira 27' 78' | Relatório | Martínez 24' (P)      | Árbitro: Bonifacio Núñez Auxiliares: William Weiler e Milton Otaviano dos Santos |

### Semifinais
Jogos de ida
| 17 de novembro de 1999 | São Raimundo    | 1 – 0     | CSA | Vivaldão, Manaus (AM)                                                                                           |
| 20:00 h (UTC-3)        | Marcos Luiz 73' | Relatório |     | Público: ≈35,000 Árbitro: Paulo Cesar de Oliveira Auxiliares: Arnaldo Menezes Pinto e Eduardo Cyreno de Meneses |

| 17 de novembro de 1999 | Talleres                | 2 – 1     | Deportes Concepción | Chateau Carreras, Córdoba (Argentina)                                                |
| 21:30 h (UTC-3)        | Maidana 51' · Oliva 65' | Relatório | González 21'        | Público: ≈26,000 Árbitro: René Ortubé Auxiliares: Gualberto Viltty e Abraham Serrano |

Jogos de volta
| 24 de novembro de 1999 | CSA                           | 2(5) – 1(4) | São Raimundo      | Rei Pelé, Maceió (AL)                                                                                              |
| 21:00 h (UTC-3)        | Fábio Magrão 12' · Jivago 91' | Relatório   | Marcelo Araxá 20' | Público: ≈28,000 Árbitro: Jorge dos Santos Travassos Auxiliares: José Ribamar Melônio e Milton Otaviano dos Santos |

|                                                          |     | Penalidades                                  |  |
| Fábio Magrão: Márcio Pereira: Souza: Missinho: Williams: | 5–4 | Neto: Frei: Niltinho: Luiz Cláudio: Haroldo: |  |

| 24 de novembro de 1999 | Deportes Concepción | 1 – 1     | Talleres      | Municipal, Concepción (Chile)                                                        |
| 21:25 h (UTC-4)        | Illesca 60'         | Relatório | Astudillo 48' | Público: ≈15,000 Árbitro: Carlos Amarilla Auxiliares: Manuel Bernal e Héctor Poblete |

### Finais
1° jogo
| 1 de dezembro de 1999 | CSA                                    | 4 – 2     | Talleres                    | Rei Pelé, Maceió (AL)                                                            |
| 20:00 h (UTC-3)       | Missinho 3' 38' 47' · Fábio Magrão 15' | Relatório | Aguilar 18' · Astudillo 86' | Público: ≈30,000 Árbitro: Rogger Zambrano Auxiliares: Luis Vasco e Juan Montalvo |

|  | CSA | Talleres |

| CSA:            |    |                |     |      |
|                 |    |                |     |      |
| G               | 1  | Veloso         |     |      |
| LD              | 17 | Mazinho        |     |      |
| Z               | 4  | Márcio Pereira |     |      |
| Z               | 3  | Jivago         |     |      |
| LE              | 8  | Williams       |     | 78'  |
| V               | 5  | Roberto Alves  |     |      |
| V               | 7  | Léo            |     |      |
| M               | 18 | Fábio Magrão   |     |      |
| M               | 10 | Bruno Alves    | 10' | 75a' |
| A               | 9  | Missinho       |     |      |
| A               | 11 | Mimi           |     | 75b' |
| Substituição:   |    |                |     |      |
| M               | 2  | Souza          |     | 75a' |
| A               | 16 | Bode           |     | 75b' |
| Z               | 6  | Ramón          |     | 78'  |
| Treinador:      |    |                |     |      |
| Otávio Oliveira |    |                |     |      |

| TALLERES:      |    |            |                                   |     |
|                |    |            |                                   |     |
| G              | 1  | Cuenca (C) |                                   |     |
| LD             | 20 | Díaz       | 36'                               |     |
| Z              | 13 | García     |                                   |     |
| Z              | 2  | Maidana    |                                   |     |
| LE             | 18 | Suárez     | Penalizado · Penalizado · Expulso |     |
| V              | 8  | Pino       | 35'                               | 45' |
| V              | 15 | Cabrera    |                                   |     |
| M              | 11 | Aguilar    |                                   | 74' |
| M              | 14 | Silva      |                                   |     |
| A              | 7  | Astudillo  |                                   |     |
| A              | 16 | Marzo      | 42'                               | 62' |
| Substituição:  |    |            |                                   |     |
| M              | 23 | Roth       | 65'                               | 45' |
| A              | 9  | Gigena     |                                   | 62' |
| LE             | 22 | Del Soto   |                                   | 74' |
| Treinador:     |    |            |                                   |     |
| Ricardo Gareca |    |            |                                   |     |

2° jogo
| 8 de dezembro de 1999 | Talleres                             | 3 – 0     | CSA | Chateau Carreras, Córdoba (Argentina)                                                |
| 20:30 h (UTC-3)       | Silva 39' · Gigena 75' · Maidana 90' | Relatório |     | Público: ≈33,000 Árbitro: Ricardo Grance Auxiliares: Carlos Torres e Néstor González |

|  | Talleres | CSA |

| TALLERES:      |    |            |     |     |
|                |    |            |     |     |
| G              | 1  | Cuenca (C) |     |     |
| LD             | 20 | Díaz       |     | 66' |
| Z              | 13 | García     |     |     |
| Z              | 2  | Maidana    | 78' |     |
| LE             | 23 | Roth       | 79' |     |
| V              | 5  | Ávalos     |     |     |
| V              | 3  | Humoller   |     |     |
| M              | 11 | Aguilar    |     |     |
| M              | 14 | Silva      |     | 92' |
| A              | 7  | Astudillo  |     |     |
| A              | 9  | Gigena     |     |     |
| Substituição:  |    |            |     |     |
| V              | 8  | Pino       |     | 66' |
| V              | 15 | Cabrera    |     | 92' |
| Treinador:     |    |            |     |     |
| Ricardo Gareca |    |            |     |     |

| CSA:            |    |                |                                   |     |
|                 |    |                |                                   |     |
| G               | 1  | Veloso         | 56'                               |     |
| LD              | 17 | Mazinho        | 37'                               |     |
| Z               | 4  | Márcio Pereira |                                   |     |
| Z               | 3  | Jivago         | 69'                               |     |
| LE              | 6  | Williams       |                                   |     |
| V               | 5  | Ramón          | 38'                               |     |
| V               | 7  | Léo            |                                   |     |
| M               | 18 | Fábio Magrão   | Penalizado · Penalizado · Expulso |     |
| M               | 10 | Bruno Alves    |                                   | 58' |
| A               | 9  | Missinho       |                                   |     |
| A               | 11 | Mimi           | 20'                               |     |
| Substituição:   |    |                |                                   |     |
| A               | 13 | Fabinho        |                                   | 58' |
| Treinador:      |    |                |                                   |     |
| Otávio Oliveira |    |                |                                   |     |

## Confrontos
|  | Oitavas de final | Oitavas de final      | Oitavas de final | Oitavas de final |                       |                 | Quartas de final | Quartas de final | Quartas de final |  |          | Semifinais | Semifinais | Semifinais |  |     | Final | Final | Final | Final | Final |
|  |                  |                       |                  |                  |                       |                 |                  |                  |                  |  |          |            |            |            |  |     |       |       |       |       |       |
|  |                  |                       |                  |                  |                       |                 |                  |                  |                  |  |          |            |            |            |  |     |       |       |       |       |       |
|  | 1                | CSA                   | 2                | 0(4)             |                       |                 |                  |                  |                  |  |          |            |            |            |  |     |       |       |       |       |       |
|  | 16               | Vila Nova             | 0                | 2(3)             |                       |                 |                  |                  |                  |  |          |            |            |            |  |     |       |       |       |       |       |
|  | 16               | Vila Nova             | 0                | 2(3)             |                       | CSA             | 0                | 3                |                  |  |          |            |            |            |  |     |       |       |       |       |       |
|  |                  |                       |                  |                  |                       | CSA             | 0                | 3                |                  |  |          |            |            |            |  |     |       |       |       |       |       |
|  |                  | Estudiantes de Mérida | 0                | 1                |                       |                 |                  |                  |                  |  |          |            |            |            |  |     |       |       |       |       |       |
|  | 8                | Estudiantes de Mérida | 0                | 1                | Estudiantes de Mérida | 2               | 0(5)             |                  |                  |  |          |            |            |            |  |     |       |       |       |       |       |
|  | 8                |                       |                  |                  | Estudiantes de Mérida | 2               | 0(5)             |                  |                  |  |          |            |            |            |  |     |       |       |       |       |       |
|  | 9                | Deportes Quindío      | 0                | 2(3)             |                       |                 |                  |                  |                  |  |          |            |            |            |  |     |       |       |       |       |       |
|  | 9                | Deportes Quindío      | 0                | 2(3)             |                       |                 |                  |                  |                  |  | CSA      | 0          | 2(5)       |            |  |     |       |       |       |       |       |
|  |                  |                       |                  |                  |                       |                 |                  |                  |                  |  | CSA      | 0          | 2(5)       |            |  |     |       |       |       |       |       |
|  |                  | São Raimundo-AM       | 1                | 1(4)             |                       |                 |                  |                  |                  |  |          |            |            |            |  |     |       |       |       |       |       |
|  | 5                | São Raimundo-AM       | 1                | 1(4)             | Atlético Huila        | 1               | 1                |                  |                  |  |          |            |            |            |  |     |       |       |       |       |       |
|  | 5                |                       |                  |                  | Atlético Huila        | 1               | 1                |                  |                  |  |          |            |            |            |  |     |       |       |       |       |       |
|  | 12               | São Raimundo-AM       | 2                | 2                |                       |                 |                  |                  |                  |  |          |            |            |            |  |     |       |       |       |       |       |
|  | 12               | São Raimundo-AM       | 2                | 2                |                       | São Raimundo-AM | 1                | 4                |                  |  |          |            |            |            |  |     |       |       |       |       |       |
|  |                  |                       |                  |                  |                       | São Raimundo-AM | 1                | 4                |                  |  |          |            |            |            |  |     |       |       |       |       |       |
|  |                  | Sport Boys            | 1                | 0                |                       |                 |                  |                  |                  |  |          |            |            |            |  |     |       |       |       |       |       |
|  | 4                | Sport Boys            | 1                | 0                | Deportivo Cuenca      | 2               | 0(3)             |                  |                  |  |          |            |            |            |  |     |       |       |       |       |       |
|  | 4                |                       |                  |                  | Deportivo Cuenca      | 2               | 0(3)             |                  |                  |  |          |            |            |            |  |     |       |       |       |       |       |
|  | 13               | Sport Boys            | 2                | 0(4)             |                       |                 |                  |                  |                  |  |          |            |            |            |  |     |       |       |       |       |       |
|  | 13               | Sport Boys            | 2                | 0(4)             |                       |                 |                  |                  |                  |  |          |            |            |            |  | CSA | 4     | 0     |       |       |       |
|  |                  |                       |                  |                  |                       |                 |                  |                  |                  |  |          |            |            |            |  | CSA | 4     | 0     |       |       |       |
|  |                  | Talleres              | 2                | 3                |                       |                 |                  |                  |                  |  |          |            |            |            |  |     |       |       |       |       |       |
|  | 2                | Talleres              | 2                | 3                | Paraná                | 1               | 1(3)             |                  |                  |  |          |            |            |            |  |     |       |       |       |       |       |
|  | 2                |                       |                  |                  | Paraná                | 1               | 1(3)             |                  |                  |  |          |            |            |            |  |     |       |       |       |       |       |
|  | 15               | San Lorenzo           | 0                | 2(1)             |                       |                 |                  |                  |                  |  |          |            |            |            |  |     |       |       |       |       |       |
|  | 15               | San Lorenzo           | 0                | 2(1)             |                       | Paraná          | 0                | 1(1)             |                  |  |          |            |            |            |  |     |       |       |       |       |       |
|  |                  |                       |                  |                  |                       | Paraná          | 0                | 1(1)             |                  |  |          |            |            |            |  |     |       |       |       |       |       |
|  |                  | Talleres              | 1                | 0(3)             |                       |                 |                  |                  |                  |  |          |            |            |            |  |     |       |       |       |       |       |
|  | 7                | Talleres              | 1                | 0(3)             | Independiente-BOL     | 4               | 0(4)             |                  |                  |  |          |            |            |            |  |     |       |       |       |       |       |
|  | 7                |                       |                  |                  | Independiente-BOL     | 4               | 0(4)             |                  |                  |  |          |            |            |            |  |     |       |       |       |       |       |
|  | 10               | Talleres              | 1                | 3(5)             |                       |                 |                  |                  |                  |  |          |            |            |            |  |     |       |       |       |       |       |
|  | 10               | Talleres              | 1                | 3(5)             |                       |                 |                  |                  |                  |  | Talleres | 2          | 1          |            |  |     |       |       |       |       |       |
|  |                  |                       |                  |                  |                       |                 |                  |                  |                  |  | Talleres | 2          | 1          |            |  |     |       |       |       |       |       |
|  |                  | Concepción            | 1                | 1                |                       |                 |                  |                  |                  |  |          |            |            |            |  |     |       |       |       |       |       |
|  | 6                | Concepción            | 1                | 1                | Rosário Central       | 2               | 1                |                  |                  |  |          |            |            |            |  |     |       |       |       |       |       |
|  | 6                |                       |                  |                  | Rosário Central       | 2               | 1                |                  |                  |  |          |            |            |            |  |     |       |       |       |       |       |
|  | 11               | Concepción            | 2                | 2                |                       |                 |                  |                  |                  |  |          |            |            |            |  |     |       |       |       |       |       |
|  | 11               | Concepción            | 2                | 2                |                       | Concepción      | -                | -                |                  |  |          |            |            |            |  |     |       |       |       |       |       |
|  |                  |                       |                  |                  |                       | Concepción      | -                | -                |                  |  |          |            |            |            |  |     |       |       |       |       |       |
|  |                  | -                     | -                | -                |                       |                 |                  |                  |                  |  |          |            |            |            |  |     |       |       |       |       |       |
|  | 3                | -                     | -                | -                | Rentistas*            | -               | -                |                  |                  |  |          |            |            |            |  |     |       |       |       |       |       |
|  | 3                |                       |                  |                  | Rentistas*            | -               | -                |                  |                  |  |          |            |            |            |  |     |       |       |       |       |       |
|  | 14               | River Plate*          | -                | -                |                       |                 |                  |                  |                  |  |          |            |            |            |  |     |       |       |       |       |       |

- * Desistiram de jogar

| Copa Conmebol de 1999        |
| ---------------------------- |
| Talleres Campeão (1º título) |